# Собрал-де-Монте-Аграсу
Собра́л-де-Мо́нте-Агра́су (порт. Sobral de Monte Agraço; МФА: [su.ˈbɾaɫ dɨ ˈmõ.tɨ ɐ.ˈgɾa.su], Субра́л-ди-Мо́нти-Агра́су) — муніципалітет і містечко в Португалії, в окрузі Лісабон. Розташований у західній частині країни, на теренах історичної португальської провінції Ештремадура. Належить до Лісабонського патріархату Католицької церкви в Португалії. Права міського самоврядування має з 1519 року. Поділяється на 3 парафії. За адміністративним поділом, чинним до 1976 року, був складовою провінції Ештремадура. Площа муніципалітету — 52,10 км², населення муніципалітету — 10156 ос. (2011); густота населення — 194,93 осіб/км²
. Патрон — Діва Марія. Святковий день муніципалітету — 1-й четвер після Вознесіння. Поштовий індекс — 2590.  Код місцевої адміністративної одиниці — 1112. Складова статистичного регіону Центр.

## Географія
Собрал-де-Монте-Аграсу розташований на заході Португалії, в центрі округу Лісабон.
Собрал-де-Монте-Аграсу межує на півночі з муніципалітетами Торреш-Ведраш і Аленкер, на південному сході — з муніципалітетом Арруда-душ-Вінюш, на півдні й заході — з муніципалітетом Мафра.

## Історія
1519 року португальський король Мануел I надав Собралу форал, яким визнав за поселенням статус містечка та муніципальні самоврядні права.
Поблизу території теперішньої громади Арраньо (зараз це відноситься до муніципалітету Собрала), існують залишки фортифікаційних укріплень так званої Лінії Торреша-Ведраш, збудованих на початку 19 століття з метою зупинити наступ наполеонівських військ під час французької окупації. Пізніше британський військовий історик Чарльз Оман написав, що «вранці 14 жовтня 1810 року, у Собралі, наполеонівський приплив досяг своєї найвищої точки».

## Населення
| Кількість мешканців | Кількість мешканців | Кількість мешканців | Кількість мешканців | Кількість мешканців | Кількість мешканців | Кількість мешканців | Кількість мешканців | Кількість мешканців | Кількість мешканців | Кількість мешканців | Кількість мешканців | Кількість мешканців | Кількість мешканців | Кількість мешканців |
| ------------------- | ------------------- | ------------------- | ------------------- | ------------------- | ------------------- | ------------------- | ------------------- | ------------------- | ------------------- | ------------------- | ------------------- | ------------------- | ------------------- | ------------------- |
| 1864                | 1878                | 1890                | 1900                | 1911                | 1920                | 1930                | 1940                | 1950                | 1960                | 1970                | 1981                | 1991                | 2001                | 2011                |
| 4 722               | 4 825               | 5 647               | 5 747               | 6 039               | 6 058               | 6 845               | 7 220               | 7 425               | 7 744               | 7 116               | 7 863               | 7 245               | 8 927               | 10 156              |

## Парафії
- Санту-Кінтіну
- Сапатарія
- Собрал-де-Монте-Аграсу

## Економіка, побут, транспорт
Економіка району головним чином представлена харчовою промисловістю, сільським і лісовим господарством.
Щороку у селищі проводяться так звані літні свята (порт. Festa de Verão), коли упродовж другого тижня вересня відбуваються забіги биків, концерти, ярмарки образотворчого мистецтва, музичні та театральні вистави, танці тощо. Все це проходить на центральній площі перед муніципальною палатою.
Серед архітектурних пам'яток головне місце займає 500-літня церква (порт. Igreja Matriz), залишки церкви Спасителя 13 століття (порт. Igreja do Salvador), які знаходяться у Собралі, та інші церкви на території муніципалітету.
Муніципалітет в цілому має добре розвинуту транспортну мережу, з'єднаний з Лісабоном платною швидкісною автомагістраллю А-8 та приміським залізничним сполученням (Лінія Оеште).

## Галерея зображень

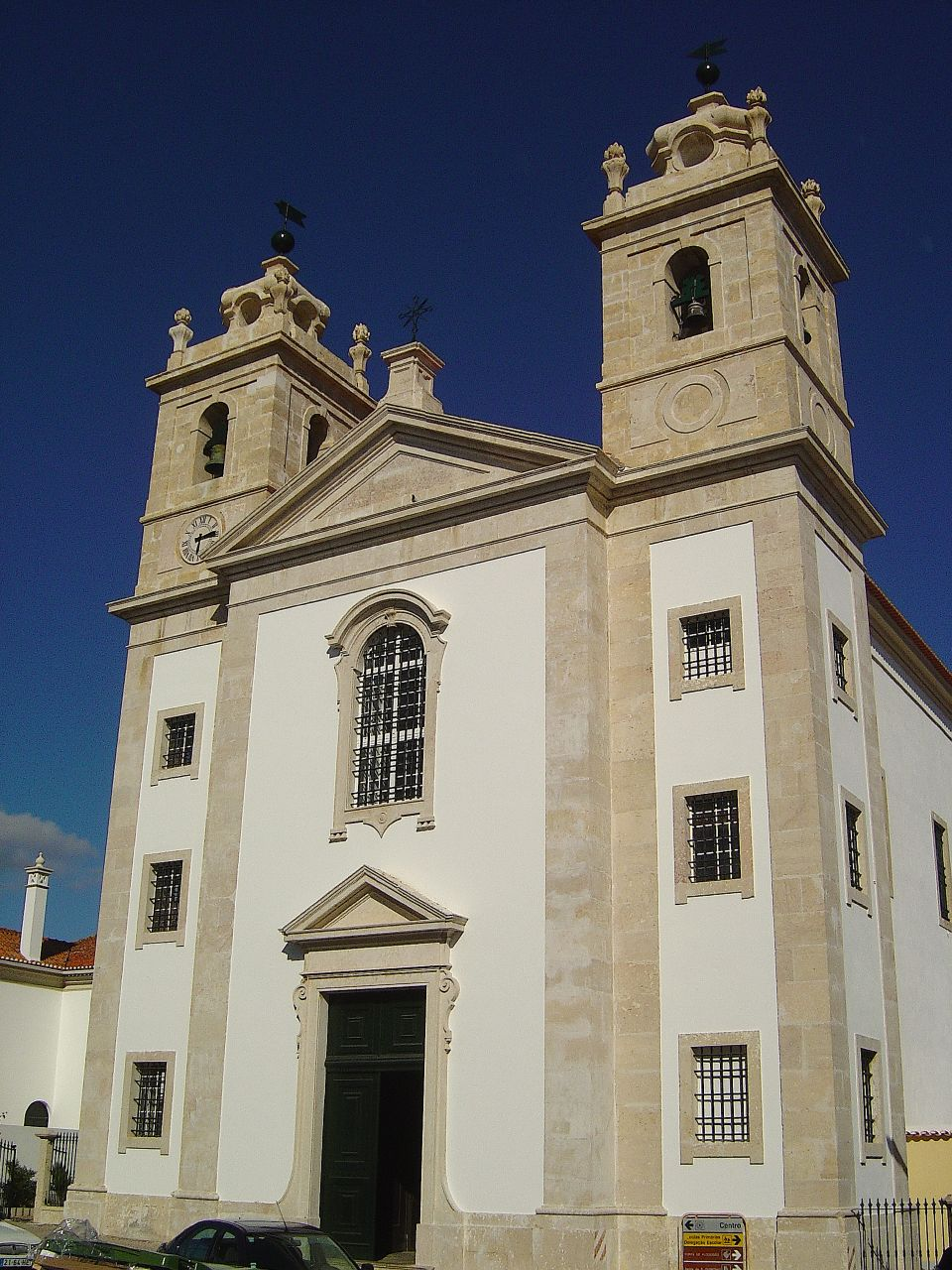
Головна церква — «матріж»
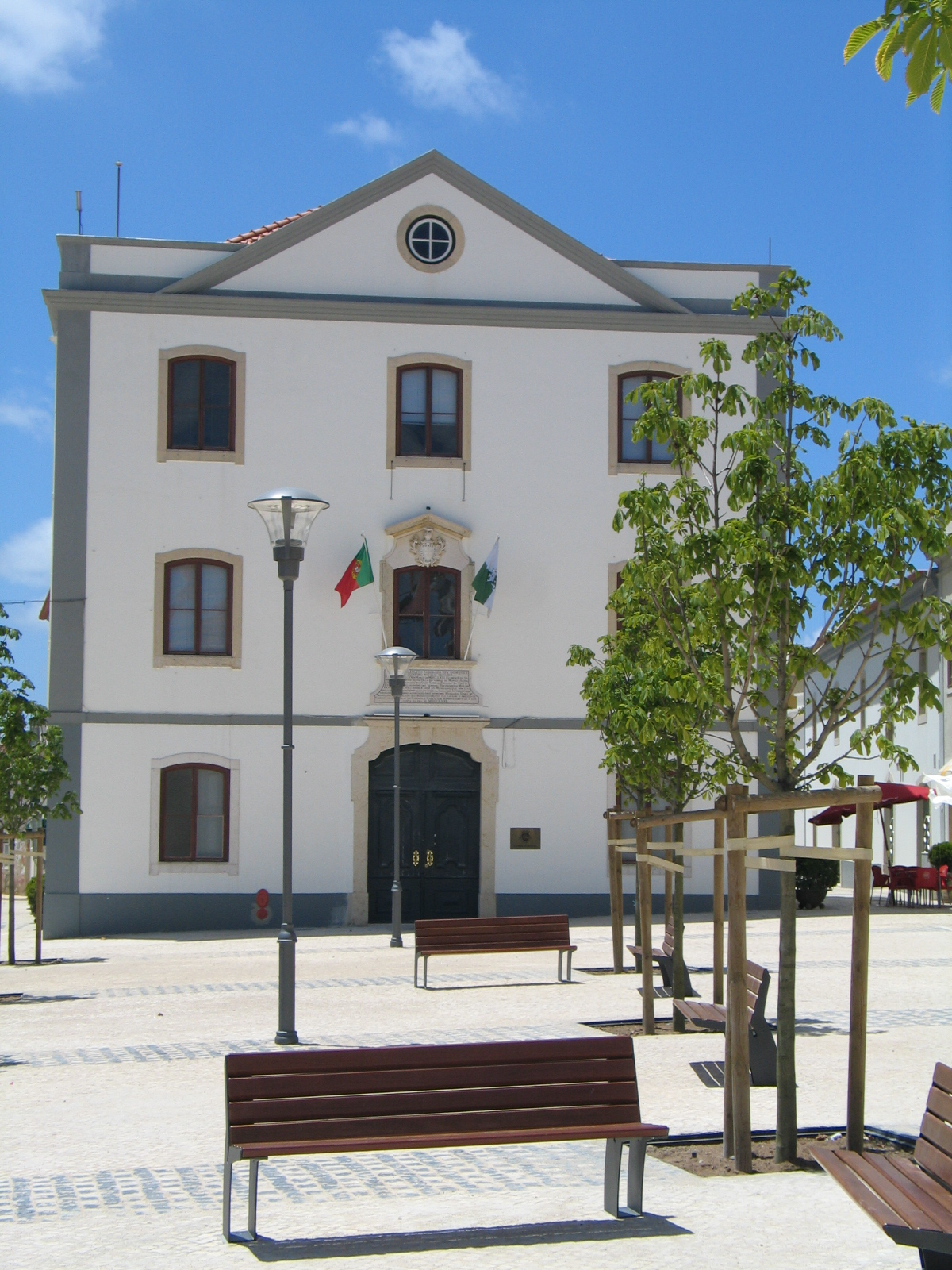
Муніципальна палата